# Mariano Roque Alonso
Mariano Roque Alonso Romero (... – 1853) è stato un militare e politico paraguaiano.

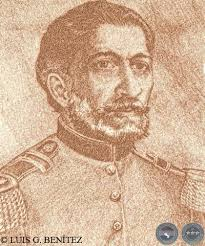
Mariano Roque Alonso

Fu console della Repubblica del Paraguay dal 1841 al 1844. 
Tenente dell'esercito paraguaiano, nel 1841 Alonso convocò un Congresso che elesse lui e il suo consigliere e segretario, Carlos Antonio López, consoli della Repubblica per tre anni (1841-1844). Occupatosi, durante il suo mandato, dell'esercito e dell'ordine pubblico, dovette constatare che il suo collega aveva ottenuto molta più popolarità con i suoi provvedimenti nell'amministrazione civile, perciò nel 1844 non si ricandidò per una proroga del mandato consolare, lasciando che il Congresso affidasse a López la presidenza unica.